# Prunus tuberculata
Prunus tuberculata — вид квіткових рослин з родини трояндових (Rosaceae). Ареал охоплює такі країни: Мексика (Чьяпас, Оахака).

## Середовище
Цей вид зустрічається у субтропічних/тропічних вологих гірських лісах, лісах Abies, Pinus та Quercus у високих горах на висотах від 2200 до 2800 м. Первісне середовище існування було фрагментовано через інтенсивні вирубки лісів по всьому ареалу виду.

## Морфологічний опис
Це дерево середнього розміру заввишки 15 метрів.